# Włodzimierz Wiśniewski (dyplomata)
Włodzimierz Wiśniewski (ur. 19 stycznia 1926 w Warszawie) – polski ekonomista i dyplomata.

## Życiorys
Syn Kazimierza i Aurelii. Do 1939 uczył się w Warszawie, zdając maturę podczas okupacji na tajnych kompletach. Po wyzwoleniu przenosi się na Wybrzeże, gdzie pracował w Zarządzie Miejskim w Gdańsku, następnie w Maklerskiej Spółdzielni Pracy „Agmor” (1947–1950) i Morskiej Agencji w Gdyni (1951-). W tym okresie podjął też studia w Wyższej Szkole Handlu Morskiego w Sopocie (1947-) oraz był członkiem Polskiej Partii Socjalistycznej, następnie Polskiej Zjednoczonej Partii Robotniczej. Pełnił funkcje w Polskiej Misji Morskiej i spółce GAL w Londynie (1954-), ostatnie jako jej dyrektor naczelny. Zatrudniono go w Ministerstwie Handlu Zagranicznego (1963-), finalnie na stanowisku dyrektora departamentu traktatów (-1968). Ukończył studia w Wyższej Szkole Ekonomicznej w Sopocie (-1967). Był radcą handlowym w Londynie (1968-). Na Uniwersytecie Gdańskim obronił pracę doktorską pt. „Ekonomiczne skutki przyjęcia zasad Wspólnej Polityki Rolnej E.W.G. przez W. Brytanię i ich wpływ na polsko-brytyjskie stosunki gospodarcze” (1972). Pełnił funkcję podsekretarza stanu w Ministerstwie Handlu Zagranicznego (1973–1974), prezesa Polskiej Izby Handlu Zagranicznego (1974–1978), ambasadora PRL w Helsinkach (1978–1982).
Po zakończeniu misji dyplomatycznej w Finlandii odmówił powrotu do kraju, pozostając w Europie Zachodniej. W latach 80. toczyło się przeciwko niemu postępowanie karne, a MSW i MSZ wniosły w sierpniu 1985 do Rady Państwa o pozbawienie go obywatelstwa polskiego, do czego Rada się nie przychyliła z powodu braku zakończenia postępowania przez Prokuraturę Wojskową.